# Dyna (kulle i Antarktis)
Dyna är en kulle i Antarktis. Den ligger i Östantarktis. Norge gör anspråk på området. Toppen på Dyna är 1 736 meter över havet.
Terrängen runt Dyna är kuperad åt sydost, men åt nordväst är den platt. Trakten är obefolkad. Det finns inga samhällen i närheten. 